# Nova Widianto

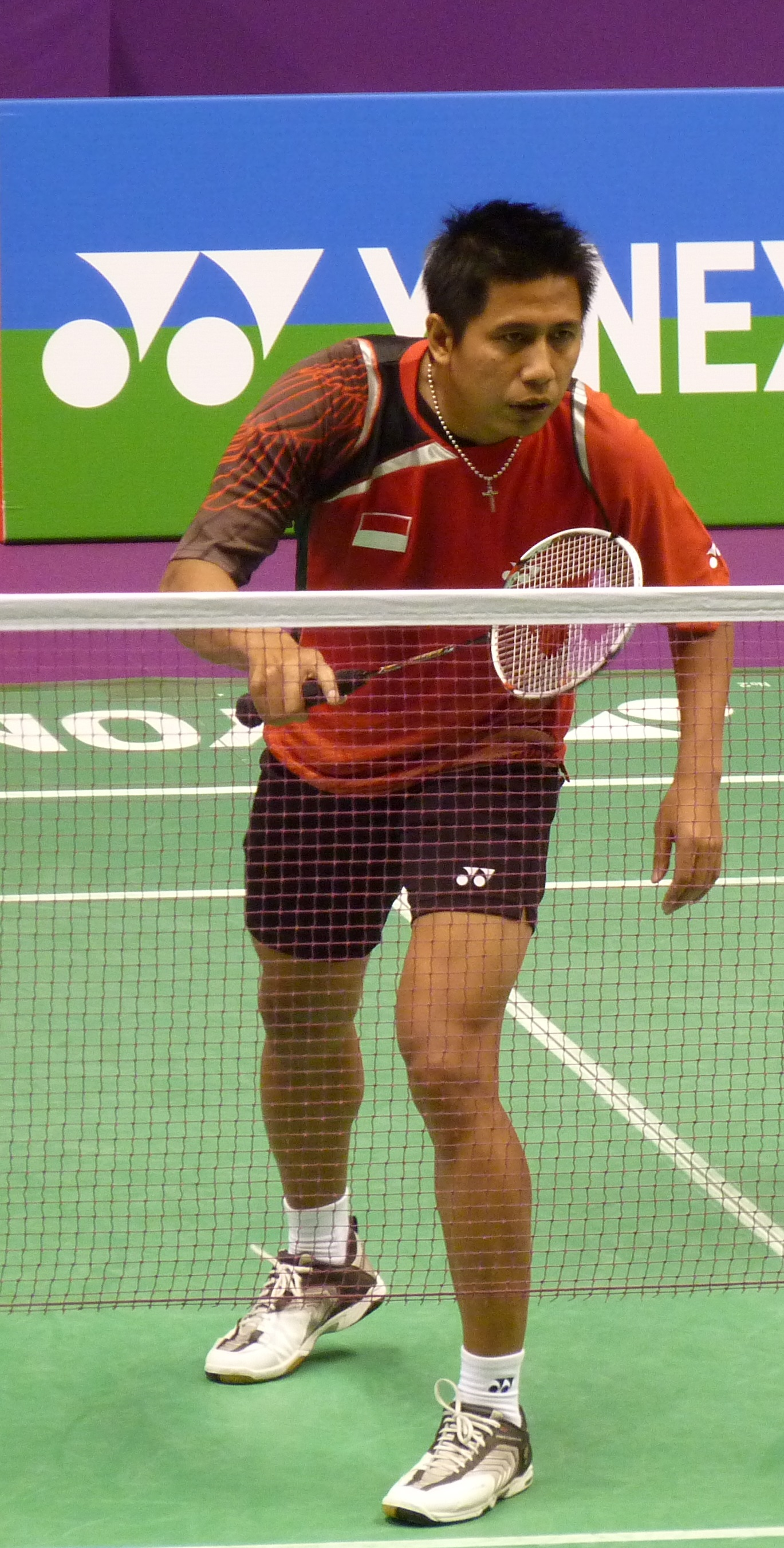
Nova Widianto (2010).

Nova Widianto (* 10. Oktober 1977 in Klaten) ist ein indonesischer Badmintonspieler.

## Karriere
Widianto ist ein ausgesprochener Mixed-Spezialist. Fast alle seine Erfolge errang er in dieser Disziplin. Seine ersten internationalen Lorbeeren erkämpfte er gemeinsam mit Vita Marissa. Mit ihr gewann er die Südostasienspiele 2001, die Asienmeisterschaft 2003 und die Japan Open 2004.
Noch erfolgreicher gestaltete sich die Zusammenarbeit mit Liliyana Natsir. 2005 und 2007 wurde die Paarung Widianto/Natsir jeweils Weltmeister im gemischten Doppel, 2009 errangen sie Silber. Ebenfalls zu Silber reichte es bei den Olympischen Spielen 2008.